# Anselmo Canera
Anselmo Canera oder Canneri (* um 1522 in Verona; † nach 1584 ebenda) war ein italienischer Maler und Kupferstecher der Spätrenaissance.

## Leben
Canera war ein Nachahmer des Malers Paolo Cagliari, genannt Veronese, dem er bei manchen Werken half. Beide waren sie Schüler Giovanni Carotos (1488–1566). Er arbeitete im Jahr 1552 mit Paolo Veronese für die Familie Soranzo in der Villa Soranzo in der Nähe von Treviso und später in Castelfranco Veneto zusammen. Ihre Arbeit in Castelfranco umfasste einen Freskenzyklus an den Wänden der Villa.
Er arbeitete in den Jahren 1550 bis 1560 auch gemeinsam mit Bernardino India, bei der Anfertigung von Fresken in der Villa Poiana in Poiana Maggiore in der Provinz Vicenza zusammengearbeitet. Sie galten als zwei der besten Maler ihrer Zeit. Er malte Fresken in einigen der palladianischen Bauten in und um Verona.
Canneri war mit Diamante (geborene Badile, * um 1535), einer Tochter des Malers Francesco Badile (1476–1544) verheiratet. Da auch Paolo Cagliari (Veronese) mit Elena Badile, einer Kusine seiner Frau Diamante verheiratet war, waren die beiden Maler verschwägert. Der Maler Angelo Badile (um 1591–2. Juni 1650) war sein Neffe.

## Werke (Auswahl)
In Verona
- Dreieinigkeit mit S. Fermo und anderen Heiligen. in der Kirche S. Fermo Maggiore (Kapelle Brenzoni)
- Pfingsten (Ölgemälde) in S. Nazaro
- Triumph des Cimbrensiegers Marius Palazzo Murari
- Moses als Kind in der Casa Ridolfi

Weitere Werke
- S. Elena mit dem Kreuz und die Beschneidung Christi (bis 1833 in S. Zeno in Monte, dann in S. Carlo), bez. Anselmils Canarius veronensis pingebat 1566
- Christus mit dem Kreuz (Fresko) in der Casa Tacchetti

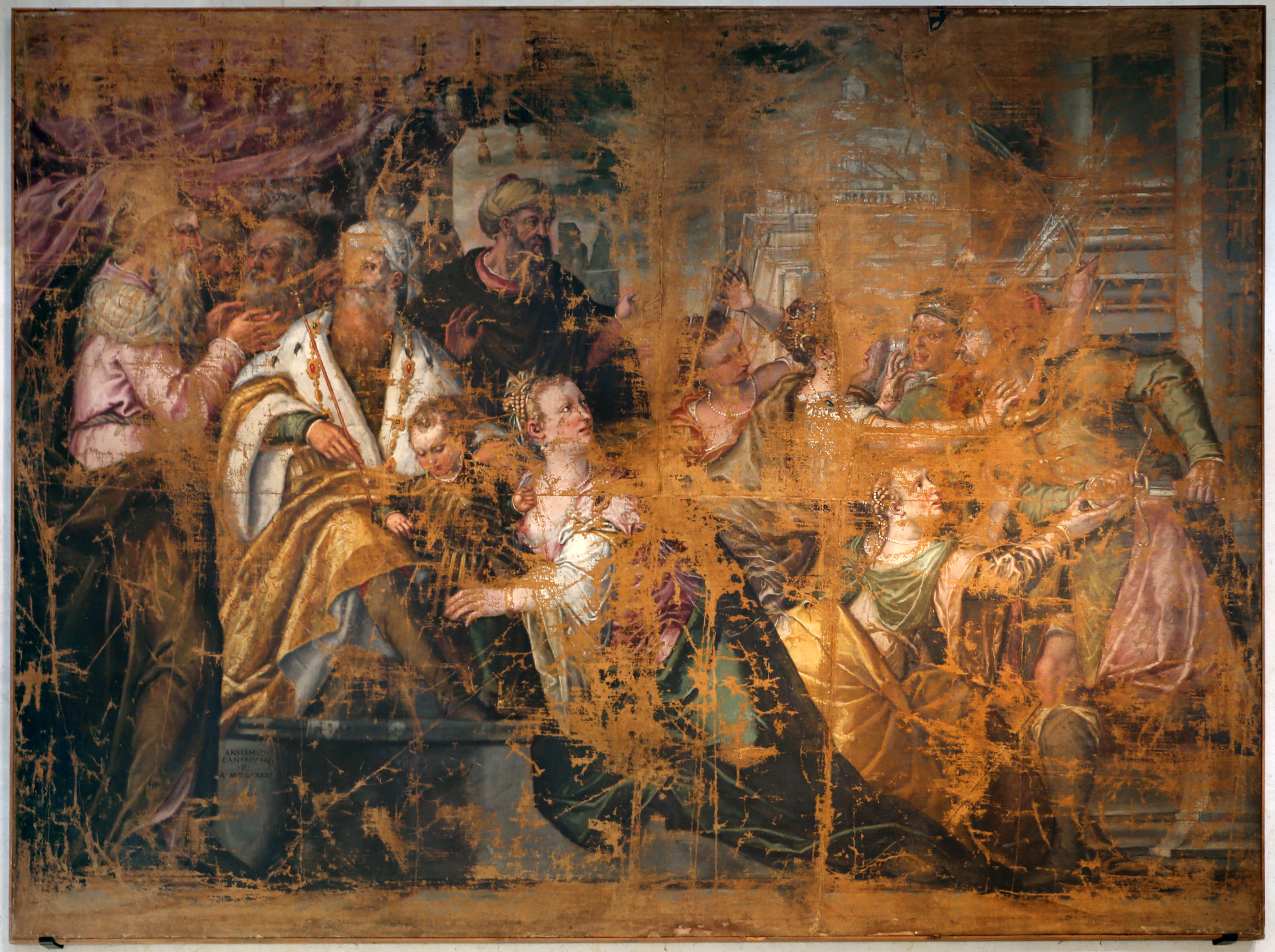
Die Beleidigung des Pharaos, Palazzo Ridolfi, Verona (1584)
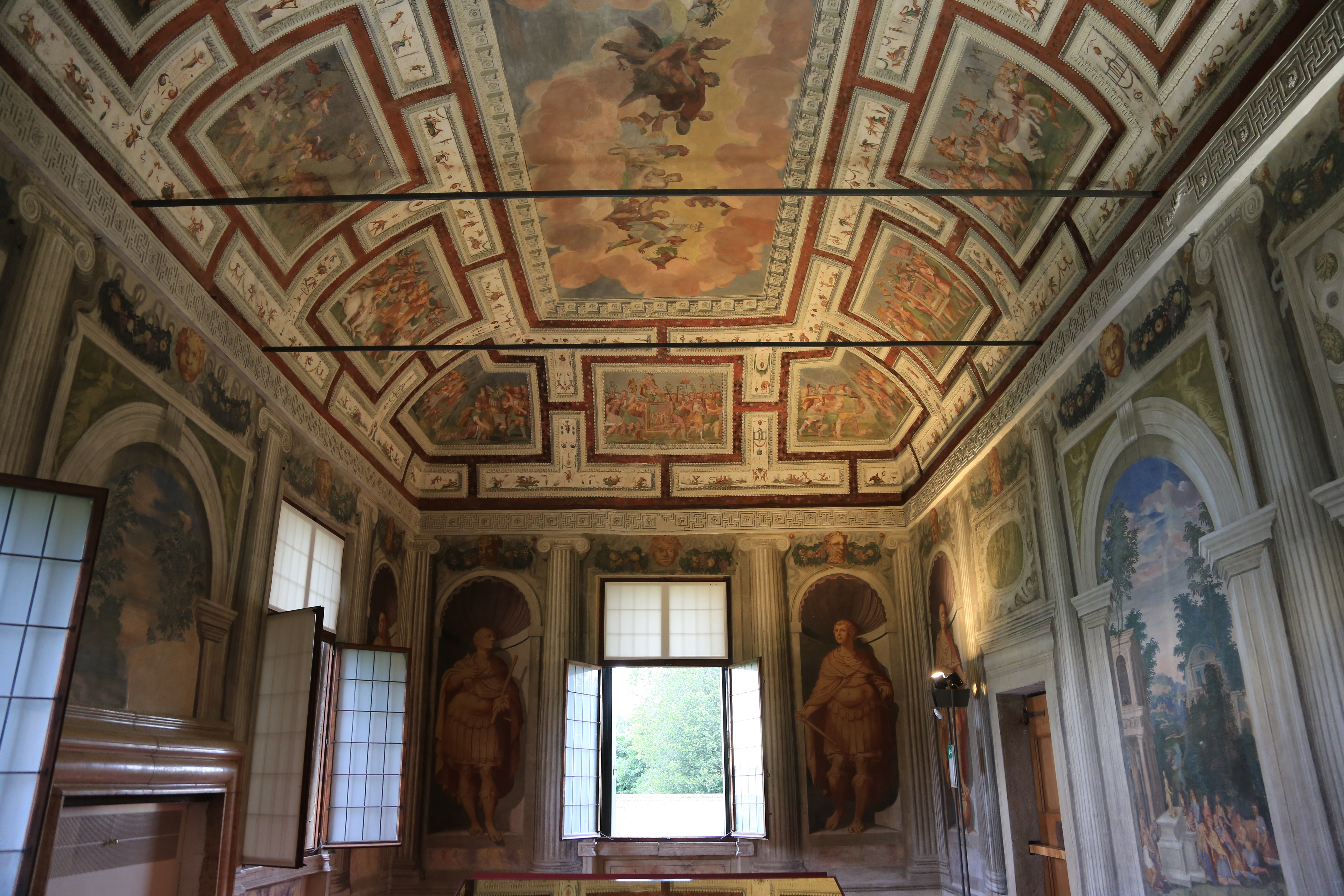
Fresken in der Sala degli Imperatori der Villa Pojana.